# Tiểu thuyết mạng
Tiểu thuyết mạng, tiểu thuyết trên web hay web novel (WN), là những tác phẩm văn học được viết chủ yếu hay một phần trên internet. Văn học mạng thường được đăng tải dài kỳ trên các nền tảng trực tuyến, gọi là "tiểu thuyết mạng liên tải" (webserial). Thuật ngữ này bắt nguồn từ các tác phẩm truyện liên tải (serial) được xuất bản dài kỳ trên báo và tạp chí. Thỉnh thoảng chúng còn được gọi là 'truyện tranh mạng không hình', mặc dù nhiều tác phẩm dùng hình minh họa để bổ trợ cho văn bản.
Không giống sách, một tác phẩm văn học mạng thường không được biên soạn và xuất bản toàn bộ. Thay vào đó, nó được tác giả ra mắt trên Internet mỗi khi viết xong từng phần hoặc từng chương, trong khi không có kế hoạch hay thời điểm cụ thể để ra mắt toàn bộ. Tiểu thuyết mạng liên tải là hình thức viết chủ đạo trong giới fan fiction, vì viết một tác phẩm liên tải kiểu này cần ít phần mềm chuyên dụng hơn và thường tốn ít thời gian hơn một quyển sách điện tử. Văn học mạng đã song hành từ những ngày đầu tiên của World Wide Web, bao gồm tác phẩm nổi tiếng The Spot (1995–1997), là câu chuyện được kể như các dòng nhật ký của nhân vật kết hợp với sự tương tác cùng độc giả. The Spot đã khai sinh ra nhiều tác phẩm tương tự, như Ferndale và East Village, mặc dù chúng không thành công và không dài.
Từ năm 2008, văn học mạng trở nên phổ biến rộng rãi. Nhiều khả năng là từ hệ quả này, ngày càng nhiều fan của tiểu thuyết mạng liên tải quyết định tự viết tác phẩm của riêng họ, tuyên truyền chúng dưới nhiều hình thức hơn nữa, dẫn đến một sự gia tăng đáng kể các tác phẩm gốc một cách nhanh chóng. Một số tác phẩm sử dụng phương cách này để bổ trợ những yếu tố không thể nào có được trong ấn bản sách thông thường, chẳng hạn như bản đồ có thể nhấp chuột, tiểu sử nhân vật trong cửa sổ bật lên, sắp xếp bài đăng theo thẻ, thêm hình minh họa và video. Những yếu tố bổ trợ thường có sẵn trên trang web của tác phẩm, đôi khi dưới dạng wiki để người hâm mộ tác phẩm giúp đỡ bảo trì.
Tiểu thuyết mạng rất phổ biến tại Nhật Bản, đặc biệt từ khi trang web Shōsetsuka ni Narō có nội dung do người dùng tạo mở cửa vào năm 2004, cho phép các tác giả nghiệp dư đăng tải tác phẩm gốc do chính tay họ sáng tác. Ấn bản sách của các tác phẩm nổi tiếng đăng trên trang này trở nên thịnh hành kể từ năm 2010 khi các nhà xuất bản như AlphaPolis và Tập đoàn Kadokawa khai thác mạnh thị trường này. Khi xuất bản thành sách ở dạng light novel, chúng thường được minh họa theo phong cách manga và anime, và cũng thường xuyên được chuyển thể sang các loại hình truyền thông này. Đây được xem là lĩnh vực duy nhất vẫn đang phát triển trong khi thị trường xuất bản Nhật Bản bị thu hẹp lại, giúp tạo ra nguồn cung tại cửa hiệu sách truyền thống. Tập đoàn Kadokawa định nghĩa các tác phẩm sách xuất bản lần đầu qua Internet này là "văn nghệ mới".